# Izotopy

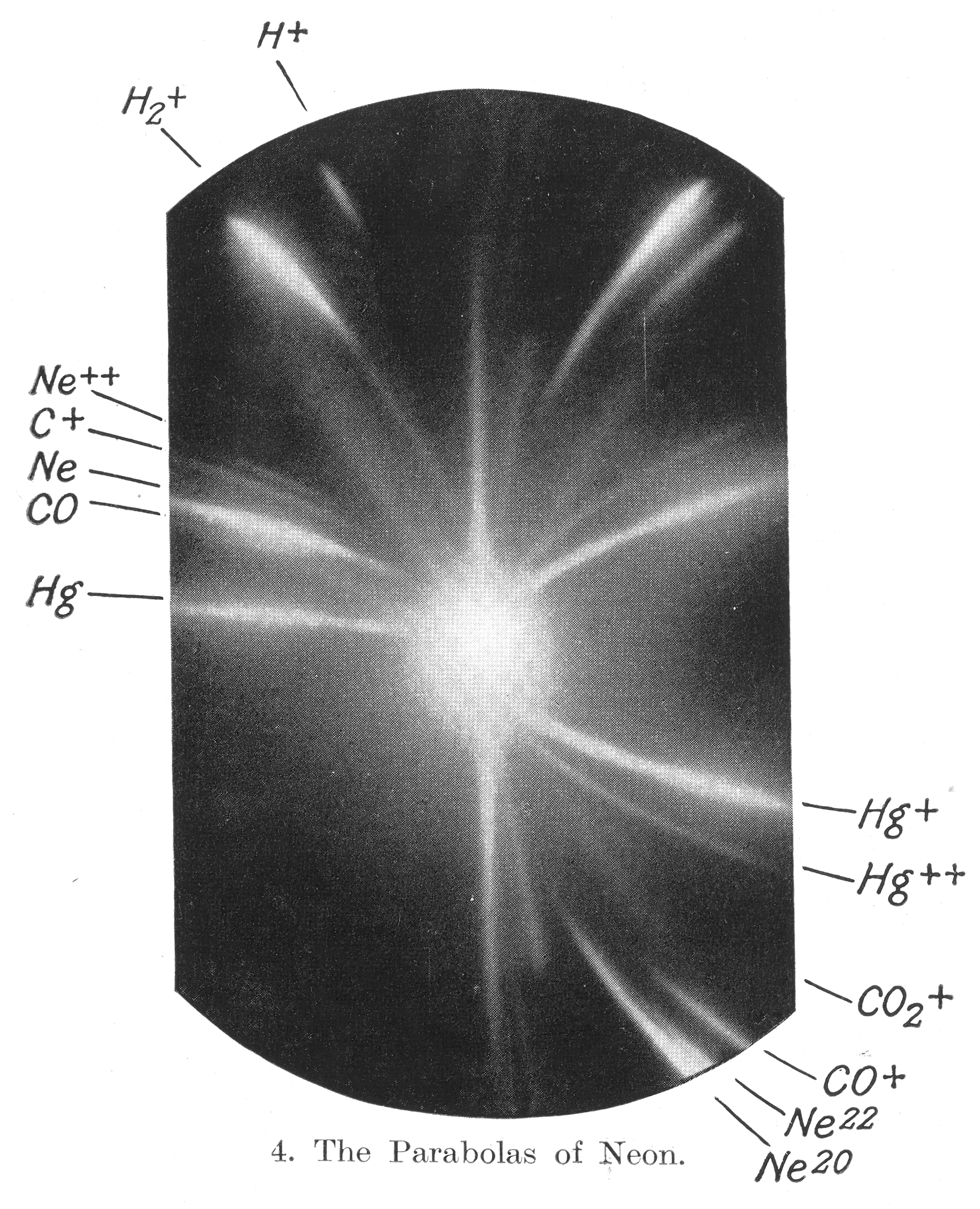
Zdjęcie płyty fotograficznej, na której w 1913 r. podczas badań nad budową lampy wyładowczej, J.J. Thomson zarejestrował ślady odchylonych w polu magnetycznym i elektrycznym izotopów zjonizowanego neonu ^{20}Ne i ^{22}Ne.

Izotopy – odmienne postacie atomów pierwiastka chemicznego, różniące się liczbą neutronów w jądrze (z definicji atomy tego samego pierwiastka mają tę samą liczbę protonów w jądrze). Izotopy tego samego pierwiastka różnią się liczbą masową (łączną liczbą neutronów i protonów w jądrze), ale mają tę samą liczbę atomową (liczbę protonów w jądrze).
Izotopy tego samego pierwiastka na ogół mają zbliżone własności fizyczne i chemiczne. Jednak im większa jest różnica mas atomowych izotopów, tym większe mogą być różnice ich własności fizycznych lub chemicznych. Izotopy danego pierwiastka mogą mieć inną gęstość, temperaturę wrzenia, topnienia i sublimacji. Różnice te występują także w związkach chemicznych tworzonych przez te izotopy.
Różnice mas atomowych izotopów powodują występowanie niewielkich różnic w reaktywności izotopów. Nie ma ona wpływu na kierunek reakcji chemicznych, w których one uczestniczą, ale wpływa na szybkość przebiegu tych reakcji. Zjawisko to nazywa się efektem izotopowym i wykorzystuje się w badaniu mechanizmów reakcji chemicznych. Te niewielkie różnice w szybkości reakcji wywołują zmiany w składzie izotopowym związków chemicznych powstających w różnych reakcjach (zjawisko to wykorzystywane jest np. do rozróżniania, czy węgiel zawarty w danym związku chemicznym brał udział w reakcji fotosyntezy).
Izotopy, ze względu na stabilność, dzieli się na:
- trwałe – nieulegające samorzutnej przemianie na izotopy tego samego lub innych pierwiastków
- nietrwałe, zwane izotopami promieniotwórczymi – ulegające samorzutnej przemianie na inne izotopy, zazwyczaj innego pierwiastka.

Pierwiastki występują naturalnie zwykle jako mieszanina izotopów. Jest to główna przyczyna, obok deficytu masy, która sprawia, że masy atomowe nie są liczbami całkowitymi.
Izotopy nie mają oddzielnych nazw, z wyjątkiem izotopów wodoru. Oznacza się je symbolem pierwiastka chemicznego z liczbą masową u góry po lewej stronie, na przykład 208Pb.
Pierwiastki mogą mieć po kilka, a nawet kilkanaście izotopów. Przykładowo wodór ma trzy naturalne izotopy:
- prot: 1H – ma jeden proton i nie ma neutronów; jest trwały
- deuter: 2H (D) – ma jeden proton i jeden neutron; jest trwały
- tryt: 3H (T) – ma jeden proton i dwa neutrony; jest nietrwały.

## Trwałe izotopy pierwiastków
| liczba atomowa | symbol | liczby masowe izotopów (w nawiasach zawartość procentowa)                                                          |
| -------------- | ------ | --- |
| 1              | H      | 1 (99,985), 2 (0,015)                                                                                              |
| 2              | He     | 4 (99,99987), 3 (0,00013)                                                                                          |
| 3              | Li     | 7 (92,6), 6 (7,4)                                                                                                  |
| 4              | Be     | 9 (100) |
| 5              | B      | 11 (81,2), 10 (18,8)                                                                                               |
| 6              | C      | 12 (98,89), 13 (1,11)                                                                                              |
| 7              | N      | 14 (99,63), 15 (0,37)                                                                                              |
| 8              | O      | 16 (99,759), 17 (0,037), 18 (0,204)                                                                                |
| 9              | F      | 19 (100) |
| 10             | Ne     | 20 (90,92), 21 (0,26), 22 (8,82)                                                                                   |
| 11             | Na     | 23 (100) |
| 12             | Mg     | 24 (78,8), 25 (10,1), 26 (11,1)                                                                                    |
| 13             | Al     | 27 (100) |
| 14             | Si     | 28 (92,17), 29 (4,71), 30 (3,12)                                                                                   |
| 15             | P      | 31 (100) |
| 16             | S      | 32 (95), 33 (0,75), 34 (4,2), 36 (0,017)                                                                           |
| 17             | Cl     | 35 (75,53), 37 (24,47)                                                                                             |
| 18             | Ar     | 40 (99,60), 36 (0,337), 38 (0,063)                                                                                 |
| 19             | K      | 39 (93,2), 41 (6,8), 40 (0,0119)                                                                                   |
| 20             | Ca     | 40 (96,9), 42 (0,64), 43 (0,14), 44 (2,1), 46 (0,0032), 48 (0,18)                                                  |
| 21             | Sc     | 45 (100) |
| 22             | Ti     | 48 (73,8), 46 (8,0), 47 (7,4), 49 (5,5), 50 (5,3)                                                                  |
| 23             | V      | 51 (99,75), 50 (0,25)                                                                                              |
| 24             | Cr     | 52 (83,7), 50 (4,4), 53 (9,5), 54 (2,4)                                                                            |
| 25             | Mn     | 55 (100) |
| 26             | Fe     | 56 (91,6), 54 (5,9), 57 (2,20), 58 (0,33)                                                                          |
| 27             | Co     | 59 (100) |
| 28             | Ni     | 58 (68,0), 60 (26,2), 61 (1,1), 62 (3,7), 64 (1,0)                                                                 |
| 29             | Cu     | 63 (69,0), 65 (31,0)                                                                                               |
| 30             | Zn     | 64 (48,9), 66 (27,8), 67 (4,1), 68 (18,6), 70 (0,63)                                                               |
| 31             | Ga     | 69 (60,1), 71 (39,9)                                                                                               |
| 32             | Ge     | 70 (20,5), 72 (27,4), 73 (7,8), 74 (36,5), 76 (7,8)                                                                |
| 33             | As     | 75 (100) |
| 34             | Se     | 74 (0,93), 76 (9,1), 77 (7,5), 78 (23,6), 80 (49,9), 82 (9,0)                                                      |
| 35             | Br     | 79 (50,6), 81 (49,4)                                                                                               |
| 36             | Kr     | 78 (0,35), 80 (2,27), 82 (11,6), 83 (11,5), 84 (57,0), 86 (17,3)                                                   |
| 37             | Rb     | 85 (72,2), 87 (27,8)                                                                                               |
| 38             | Sr     | 84 (0,55), 86 (9,8), 87 (7,0), 88 (82,7)                                                                           |
| 39             | Y      | 89 (100) |
| 40             | Zr     | 90 (51,5), 91 (11,2), 92 (17,1), 94 (17,4), 96 (2,8)                                                               |
| 41             | Nb     | 93 (100) |
| 42             | Mo     | 92 (15,7), 94 (9,3), 95 (15,7), 96 (16,5), 97 (9,5), 98 (23,8), 100 (9,5)                                          |
| 43             | Tc     | brak trwałych izotopów                                                                                             |
| 44             | Ru     | 96 (5,6), 98 (1,9), 99 (12,7), 100 (12,7), 101 (17,0), 102 (31,5), 104 (18,6)                                      |
| 45             | Rh     | 103 (100) |
| 46             | Pd     | 102 (1,0), 104 (11,0), 105 (22,2), 106 (27,3), 108 (26,7), 110 (11,8)                                              |
| 47             | Ag     | 107 (51,4), 109 (48,6)                                                                                             |
| 48             | Cd     | 106 (1,22), 108 (0,88), 110 (12,4), 111 (12,8), 112 (24,0), 113 (12,3), 114 (28,8), 116 (7,6)                      |
| 49             | In     | 113 (4,2), 115 (95,8)                                                                                              |
| 50             | Sn     | 112 (1,02), 114 (0,69), 115 (0,38), 116 (14,3), 117 (7,6), 118 (24,1), 119 (8,5), 120 (32,5), 122 (4,8), 124 (6,1) |
| 51             | Sb     | 121 (57), 123 (43)                                                                                                 |
| 52             | Te     | 120 (0,091), 122 (2,5), 123 (0,88), 124 (4,6), 125 (7,0), 126 (18,7), 128 (31,8), 130 (34,4)                       |
| 53             | I      | 127 (100) |
| 54             | Xe     | 124 (0,094), 126 (0,092), 128 (1,92), 129 (26,4), 130 (4,1), 131 (21,2), 132 (26,9), 134 (10,4), 136 (8,9)         |
| 55             | Cs     | 133 (100) |
| 56             | Ba     | 130 (0,101), 132 (0,097), 134 (2,42), 135 (6,6), 136 (7,8), 137 (11,3), 138 (71,7)                                 |
| 57             | La     | 138 (0,089), 139 (99,911)                                                                                          |
| 72             | Hf     | 174 (0,18), 176 (5,2), 177 (18,5), 178 (27,1), 179 (13,8), 180 (35,2)                                              |
| 73             | Ta     | 180 (0,012), 181 (99,988)                                                                                          |
| 74             | W      | 180 (0,14), 182 (26,2), 183 (14,3), 184 (30,7), 186 (28,7)                                                         |
| 75             | Re     | 185 (37,1), 187 (62,9)                                                                                             |
| 76             | Os     | 184 (0,018), 186 (1,59), 187 (1,64), 188 (13,3), 189 (16,1), 190 (26,4), 192 (41,0)                                |
| 77             | Ir     | 191 (38,5), 193 (61,5)                                                                                             |
| 78             | Pt     | 192 (0,78), 194 (32,8), 195 (33,7), 196 (25,4), 198 (7,2)                                                          |
| 79             | Au     | 197 (100) |
| 80             | Hg     | 196 (0,15), 198 (10,0), 199 (16,9), 200 (23,1), 201 (13,2), 202 (29,8), 204 (6,8)                                  |
| 81             | Tl     | 203 (29,5), 205 (70,5)                                                                                             |
| 82             | Pb     | 204 (1,3), 206 (26), 207 (21), 208 (52)                                                                            |
| 83             | Bi     | 209 (100) |